# Dorcadion peloponesium
Dorcadion peloponesium là một loài bọ cánh cứng trong họ Cerambycidae.